# Tesařík ozbrojený
Tesařík ozbrojený (Leptura maculata) je brouk z početné čeledi tesaříkovitých (Cerambycidae).

## Popis
Tělo je protáhlé a poměrně štíhlé, dozadu se zužující s délkou 14–20 mm. Štít je černý, částečně obrvený a zadní rohy štítu jsou protažené do špičky. Štítek je vždy leskle černý. Základní barva těla je černá, pouze krovky jsou žluté a mají vpředu oddělené černé skvrny pokračující více či méně v souvislých černých příčných pruzích směrem ke konečkům. Druhý pruh je většinou uprostřed mezi krovkami přerušený a první bývá rozpadlý do 3–5 skvrn. Tato kresba se může lišit od jedince k jedinci a na ostatní druhy má klamavě působit vzezřením s podobností vose. Takže jde v podstatě o mimikry. Je jediným zástupcem tesaříků, jehož dlouhá tykadla a nohy jsou střídavě žlutě a černě barevné. Společně s příbuznými druhy rodu Stenurella byl donedávna uváděn v početném rodu Strangalia, označovaném českým jménem úzkoštítník. Larvy žijí v trouchnivějícím dřevě listnatých, vzácně i jehličnatých stromů. Nepůsobí škody, napadají pouze rozkládající se dřevo.

## Stanoviště
Obývají různá lesní a přílesní stanoviště, včetně otevřených pozic listnatých lesů, houštin i luk. Brouky najdeme v létě na lesních světlinách, v bylinném patru při okrajích lesů a na lesních loukách, kde nacházíme brouky hojně na květech hvězdicovitých rostlin. Můžete je často vidět v denní době na rostlinách miříkovitých. Živí se nektarem a navíc i pylem, tyčinkami a dalšími částmi květů. Třením zadních nohu o krovky jsou schopni vyluzovat cvrlikavé zvuky. Larvy se zavrtávají hluboko do dřeva starých a odumřelých stromů a keřů (např. buk, bříza, dub nebo hloh, vzácně jehličnatých), a mohou v nich prokousávat dlouhé chodbičky. Po několika svlékáních se larva zakuklí v jedné z chodbiček, takže nově vylíhnutí brouci si nejprve musí najít cestu ven. S dospělými brouky se lze na jejich stanovištích setkat od června do srpna.

## Rozšíření
Brouci jsou velmi rozšířeni ve střední a jižní Evropě. Objevují se také v Malé Asii.
- Evropa – na převážném území Evropy mimo Malty
- Asie – část západní Asie (blízký východ, Kazachstán, Sýrie)
- ČR a Slovensko – celoplošně

## Ochrana
Není zákonem chráněný.

## Fotogalerie

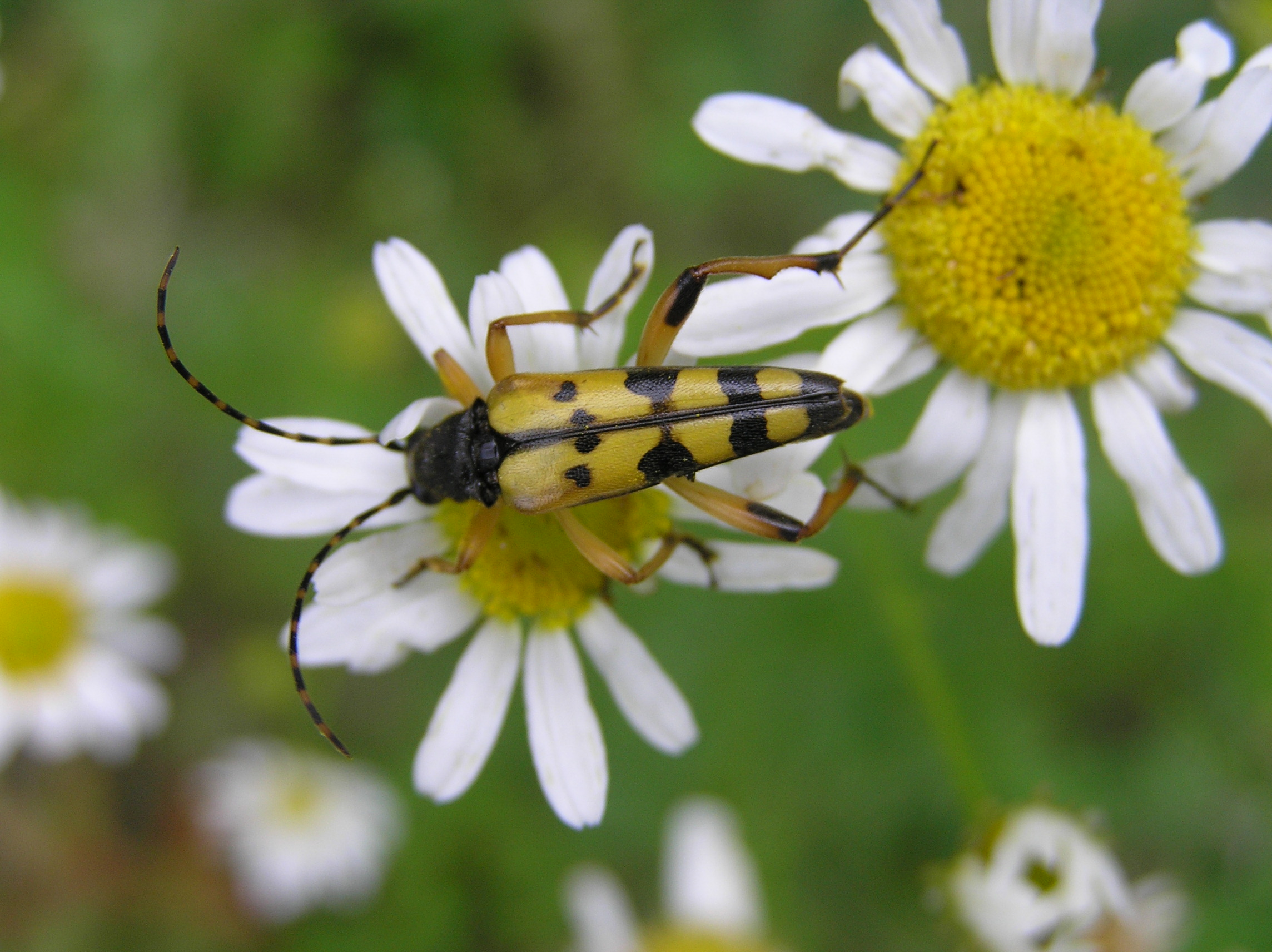
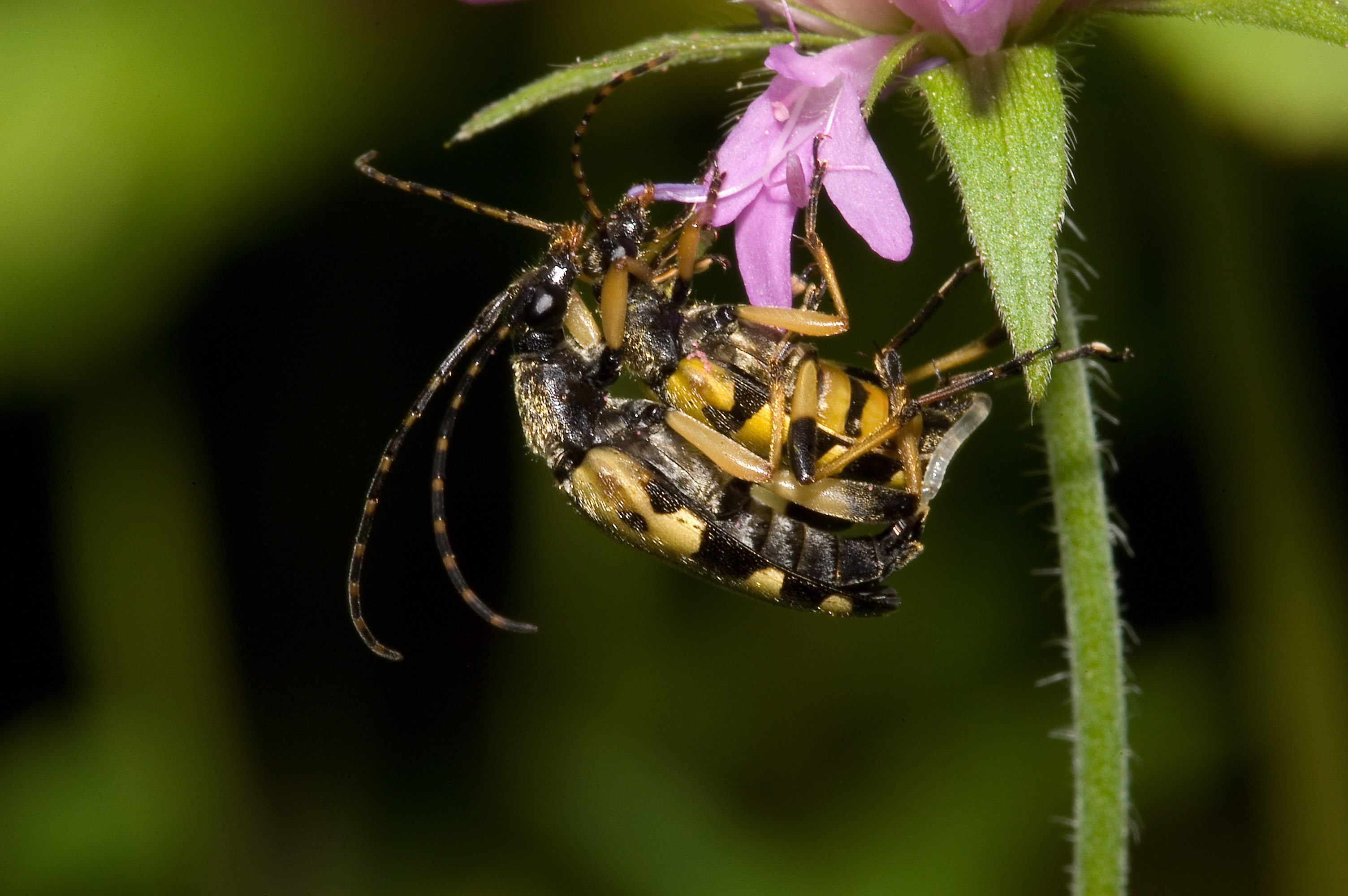
...kopulující pár
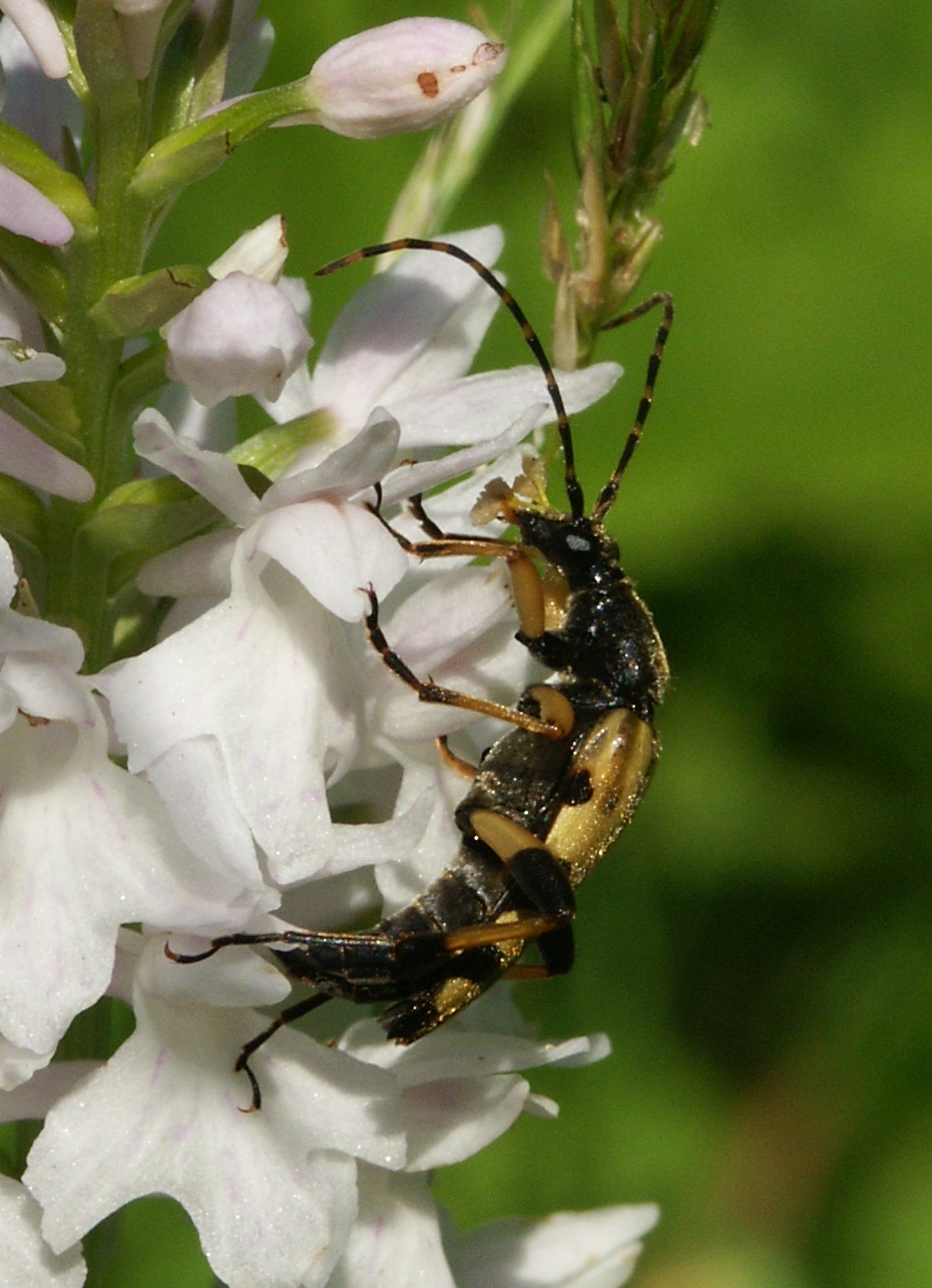
detail hlavy brouka
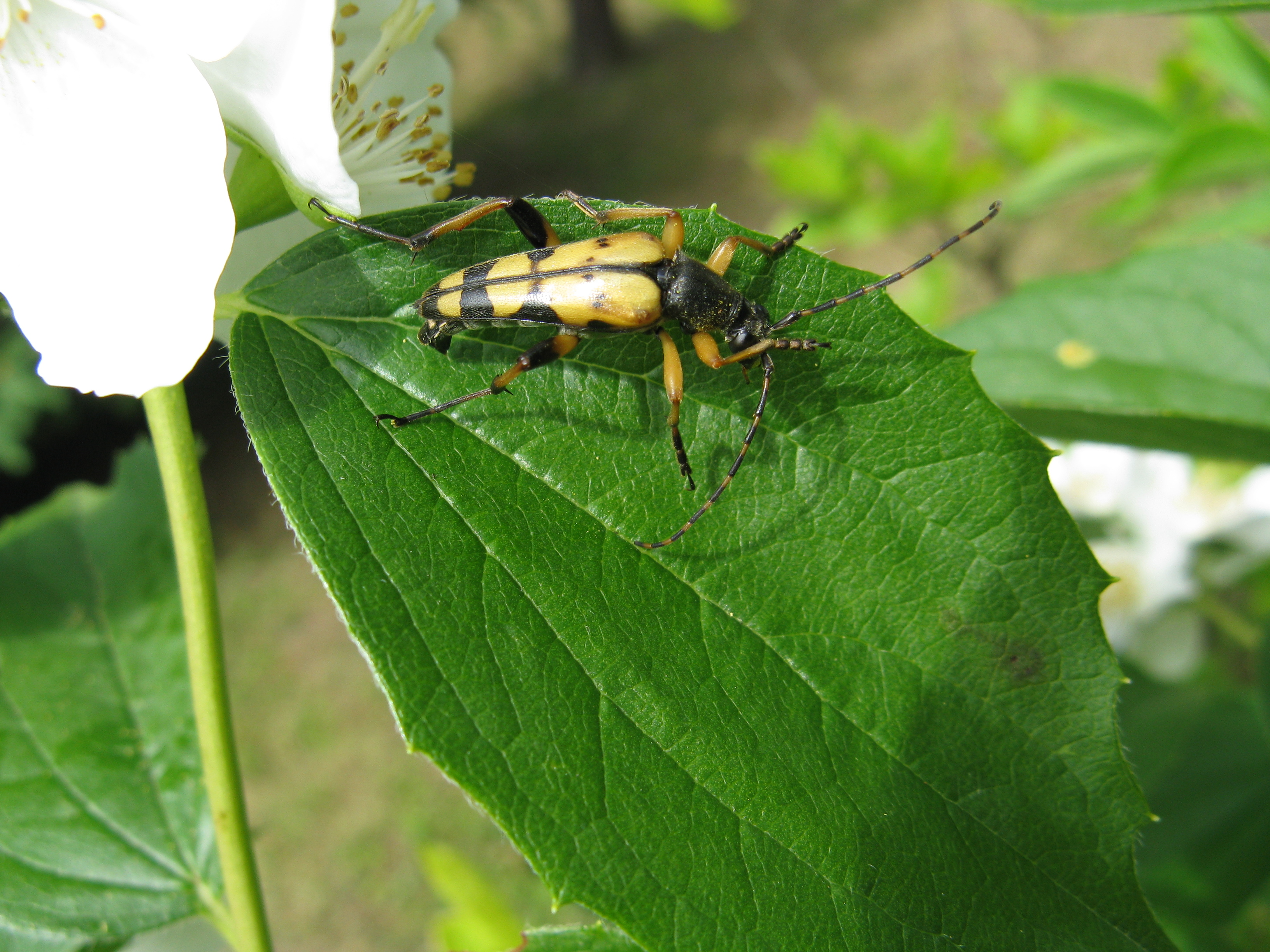
...na pustorylu
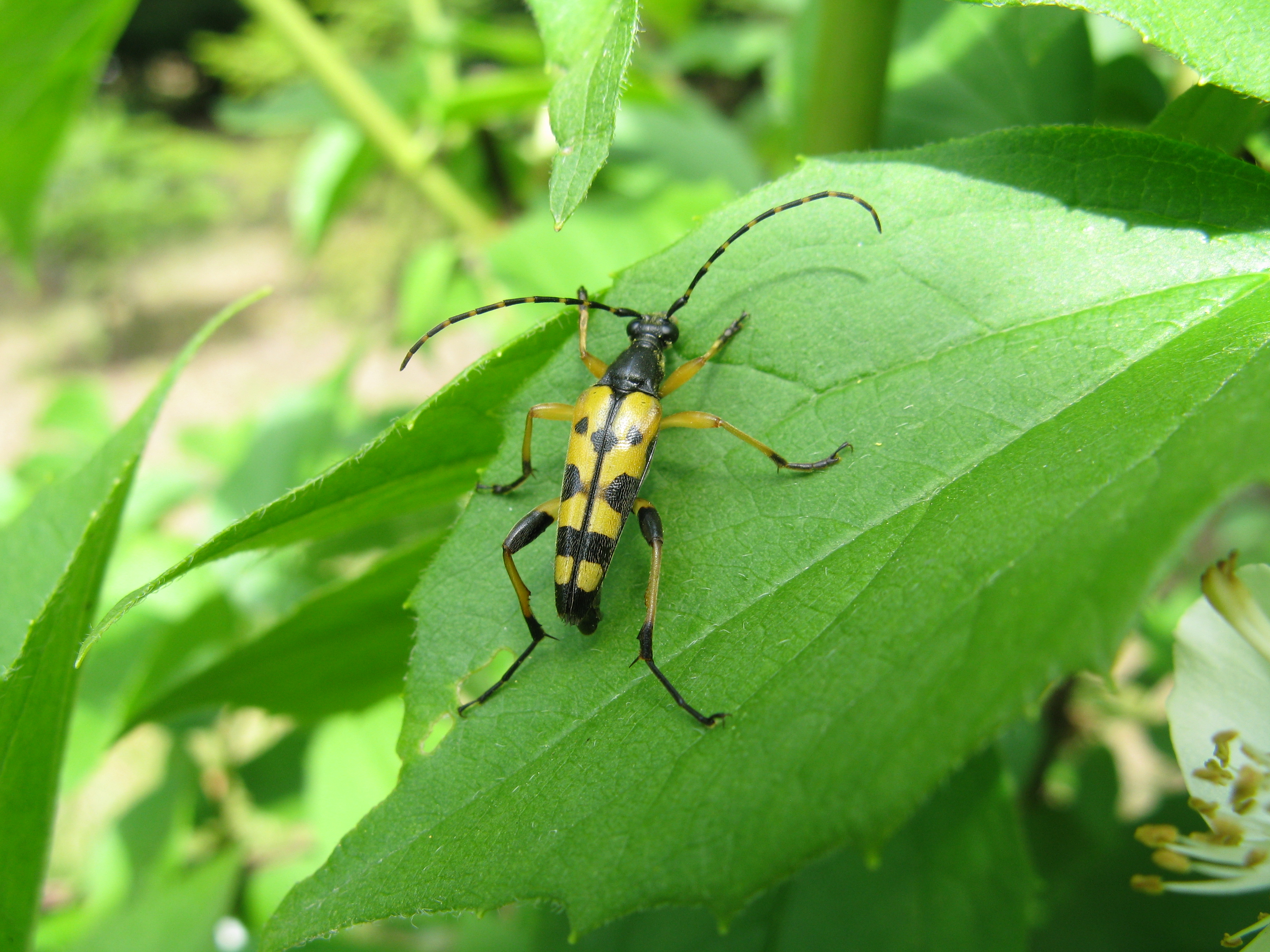
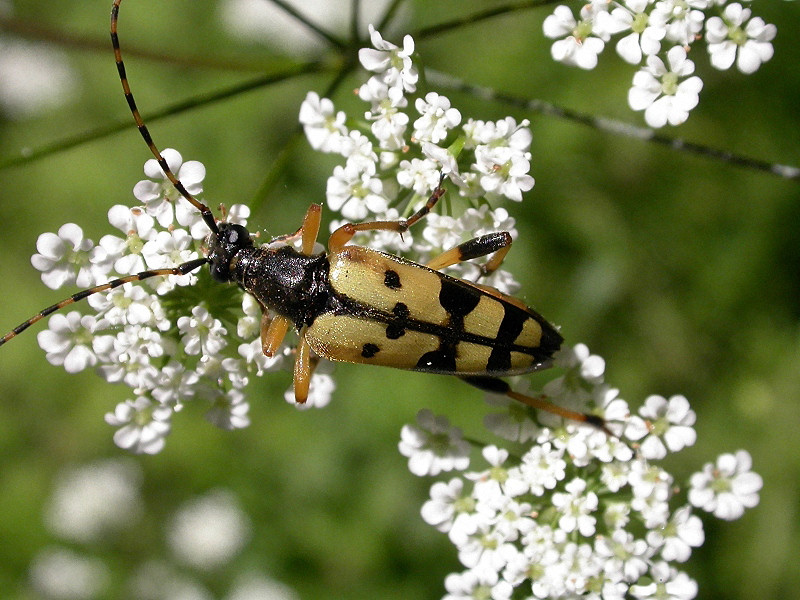